# Triade cognitive de Beck

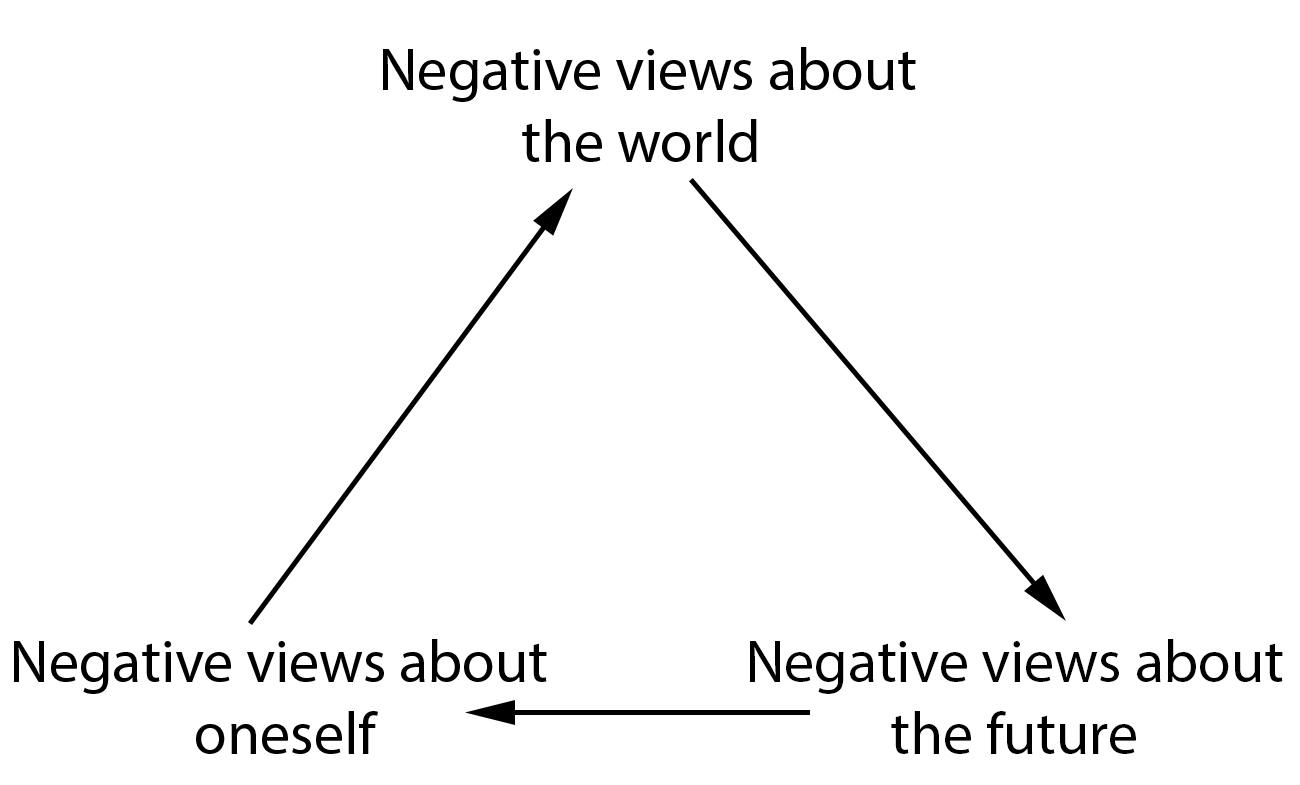
Triade cognitive de Beck

La triade cognitive de Beck, ou triade cognitive dépressive de Beck, désigne une classe de trois types de pensées négatives présents dans la dépression, proposée par Aaron Beck en 1976. Cette triade fait partie de sa théorie cognitive de la dépression. Elle implique des pensées négatives sur : l'estime (ex. faible estime de soi), le monde/l'entourage (ex. le monde est injuste), et l'avenir (ex. avenir sans espoir).

## Description
Sous leur perspective cognitive, les troubles dépressifs se caractérisent par une vision négative handicapante de l'estime de soi, des expériences faites dans la vie (et du monde en général), et de l'avenir. Ces trois points définissent la triade cognitive.
Les patients dépressifs se perçoivent eux-mêmes souvent comme désespérés, inefficaces, mal-aimés, et tendent à se mésestimer à cause de problèmes physiques, mentaux et/ou moraux. Ils culpabilisent excessivement, et se croient inutiles et incapables d'être aimés par autrui. Ils dévaluent systématiquement leurs expériences actuelles et antérieures. Ils se perçoivent difficilement comme des individus acceptés, ou même ressentir un bien-être émotionnel. Ils perçoivent leur vie comme dénuée de sens et de plaisir, et ne pensent pas réussir à surmonter les obstacles de buts qu'ils se sont fixés. Pour eux, tout leur semble « trop dur à supporter ». Ils pensent également que leurs problèmes continueront indéfiniment et que leur avenir ne sera constitué de frustration et de privation. Les tentatives de suicide sont une expression extrême du désir d'échapper aux problèmes qui leur paraissent incontrôlables, interminables et insupportables,.